# Мечислав Басай
Мечѝслав Ба̀сай (на полски: Mieczysław Basaj) е полски езиковед славист и бохемист, професор, преподавател в Карловия, Силезийския и Варшавския университет, научен работник в института по славистика при Полската академия на науките, член на Международния комитет на славистите.

## Трудове
- Skrypt do nauki języka czeskiego (1965)
- Bohemizmy w języku pism Marcina Krowickiego (1966)
- Morfologia i składnia liczebnika w języku czeskim do końca XVI wieku (1974)
- Słownik frazeologiczny czesko-polski (1981) – в съавторство с Данута Рител
- Bohemizmy w języku polskim: słownik (2006) – в съавторство с Януш Шатковски
- Słownik czesko-polski (1991, 2002, 2007, 2010) – в съавторство с Януш Шатковски